# Tragöß-Sankt Katharein
Tragöss-Sankt Katharein est, depuis 2015, une  municipalité du district de Bruck-Mürzzuschlag en Styrie, en Autriche. Elle est issue de la fusion, le 31 décembre 2014, des municipalités indépendantes de Tragöß et de Sankt Katharein an der Laming. Cette fusion faisait partie de la réforme structurelle municipale de la Styrie.
La municipalité de Tragöß, devant la Cour constitutionnelle, a introduit un recours contre la fusion mais n'a pas abouti. Le tribunal a rejeté l'appel.
Le Grüner See (« lac vert ») est situé sur le territoire de la commune, près de Tragöß.